# Rudolf Päßler
Rudolf Päßler (* 4. November 1922) ist ein ehemaliger deutscher Fußballtorwart. Er war von 1949 bis 1954 für Einheit/Fortschritt Meerane in der DDR-Oberliga, der höchsten Spielklasse im DDR-Fußball, aktiv.

## Sportliche Laufbahn
Nachdem Rudolf Päßler bereits 1949 mit der SG Einheit Meerane die Fußball-Ostzonenmeisterschaft 1949 bestritten hatte und dort bis ins Halbfinale gelangt war, stand der 26-jährige Torwart auch im Aufgebot der Meeraner Mannschaft, die sich durch die Teilnahme an der Ostzonenmeisterschaft für die erste Saison der Fußball-Ostzonenliga, der späteren DDR-Oberliga, qualifiziert hatte. In der Spielzeit 1949/50, in die die bisherige Sportgemeinschaft als Betriebssportgemeinschaft (BSG) Einheit ging, stand Päßler in 22 der 26 Punktspiele im Tor. Auch in der Saison 1950/51, in deren Verlauf die BSG in Fortschritt Meerane umgetauft wurde, war er mit 32 Einsätzen in 34 Oberligaspielen die Nummer eins im Tor der BSG. 1951/52 wurde er bis zu Beginn der Rückrunde nur in 17 der 36 Punktspiele eingesetzt und danach durch den acht Jahre jüngeren Dieter Löschner ersetzt. Auch danach hatte Löschner Päßler den Rang abgelaufen, dieser wurde nur noch in der Oberligasaison 1954/55 für 20 Minuten für den verletzten Löschner eingewechselt. Anschließend war für den 32-jährigen Rudolf Päßler die Laufbahn im höheren Ligenbereich, in dem er auf 72 Oberligaeinsätze gekommen war, endgültig beendet.